# 775 Lumière
Lumière è un asteroide della fascia principale del diametro medio di circa 33,59 km. Scoperto nel 1914, presenta un'orbita caratterizzata da un semiasse maggiore pari a 3,0109614 UA e da un'eccentricità di 0,0748126, inclinata di 9,28088° rispetto all'eclittica.
Stanti i suoi parametri orbitali, è considerato un membro della famiglia Eos di asteroidi.
Il suo nome è in onore dei fratelli Lumière.